# Brothers and Sisters (Album)
Brothers and Sisters ist das fünfte Album der Allman Brothers Band, das im Jahr 1973 bei Capricorn Records veröffentlicht wurde.

## Hintergrund
Das Album war das erste Album nach dem Tode von Duane Allman. Während der Arbeiten an dem Album verunglückte der Bassist Berry Oakley mit dem Motorrad; er ist deshalb nur auf den ersten beiden Stücken des Albums zu hören. Da zur gleichen Zeit drei Tourneetechniker ebenfalls verunglückt waren, wurde der ursprünglich geplante Albumtitel Lighnin’ Rod (‚Blitzableiter‘) geändert in Brothers and Sisters. Das Album war kommerziell überaus erfolgreich und blieb fünf Wochen auf Platz eins der US-amerikanischen Album-Charts Billboard 200. Die Singleauskopplung Ramblin’ Man von Dickey Betts stieg bis auf Platz zwei der Billboard Hot 100. Betts schrieb auch den beschwingten Instrumentalklassiker Jessica, welcher als Singleauskopplung Platz 65 der Billboard Hot 100 erreichte, sowie die Songs Southbound und Pony Boy. Das Frontcover zeigt eine Fotografie von Vaylor Trucks, den Sohn des Schlagzeugers Butch Trucks, die Rückseite Brittany Oakley, die Tochter des Bassisten Berry Oakley. Die Innenseite zeigt ein großes Foto von Bandmitgliedern, Roadies, Ehefrauen, Freundinnen und Kindern der Musiker. Die RIAA zeichnete das Album bereits kurz nach Erscheinen mit Gold und im Winter 1995 mit Platin aus.

## Rezeption
Bruce Eder bewertet bei Allmusic das Album mit vier von fünf Sternen, äußert sich dennoch eher zurückhaltend:

“Despite its sales, Brothers and Sisters is not quite a classic album (although it was their best for the next 17 years), especially in the wake of the four that had appeared previously, but it served as a template for some killer stage performances, and it proved that the band could survive the deaths of two key members.”

„Trotz seiner Verkaufszahlen ist Brothers and Sisters nicht wirklich ein klassisches Album (obwohl es ihr Bestes war für die nächsten 17 Jahre), vor allem im Licht der Vier, die zuvor erschienen waren, aber es diente als Vorlage für einige tolle Auftritte, und es bewies, dass die Band den Tod von zwei wichtigen Mitgliedern überleben konnte.“

## Titelliste

### Seite eins
1. Wasted Words (Gregg Allman) – 4:20
2. Ramblin’ Man (Richard Betts) – 4:48
3. Come and Go Blues (Gregg Allman) – 4:54
4. Jelly Jelly (Trade Martin) – 5:46

### Seite zwei
1. Southbound (Richard Betts) – 5:11
2. Jessica (Richard Betts) – 7:31
3. Pony Boy (Richard Betts) – 5:51